# Клифф Ричард
Сэр Клифф Ричард (англ. Cliff Richard, настоящее имя Гарри Роджер Уэбб англ. Harry Rodger Webb) (14 октября 1940, Лакхнау, Индия) — британский исполнитель популярной музыки, который одним из первых среди англичан начал исполнять рок-н-ролл. Его называют королём британских чартов по той причине, что он возглавлял таковые 25 раз, а национальный хит-парад синглов — четырнадцать раз (хотя бы по разу в каждое десятилетие его существования).

## Карьера
В семилетнем возрасте вместе с родителями переехал в Великобританию. Сольная музыкальная карьера Гарри Уэбба началась в 1958 году, когда он заключил контракт с «EMI» и его начали  раскручивать в качестве одного из первых в Британии представителей нового музыкального поветрия из-за океана — рок-н-ролла.
До начала битломании только Элвис Пресли мог сравниться с Клиффом по популярности среди английских подростков. Выступал вместе с аккомпанирующей группой The Shadows, в сотрудничестве с которой были записаны два его наиболее громких хита тех лет — «Livin' Lovin' Doll» (1959) и «The Young Ones» (1961).
В 1964 г. Клифф Ричард обратился к религии, что вызвало разворот его творчества в сторону большей размеренности и традиционности. Наряду с Томом Джонсом он становится одним из столпов британской эстрады, ведет различные телепередачи. Дважды представляет страну в конкурсе песни «Евровидение», заняв в 1968 году второе место с песней «Congratulations», а в 1973 году — третье место с песней «Power to all our friends». Сохранению популярности Клиффа Ричарда также способствовало его участие в мюзиклах.
За два десятилетия блеск звезды Ричарда изрядно потускнел, и в 1976 году певец объявил о возврате к своим рок-н-ролльным истокам, выпустив сингл «Devil Woman», который стал его первым (и единственным) хитом в США. За этим последовало ещё несколько бестселлеров — «We Don’t Talk Anymore» (1-е место в Великобритании) и «Suddenly» (дуэт с Оливией Ньютон-Джон). В 1976 году совершил турне по СССР, дав 12 концертов в Ленинграде и 8 — в Москве, а фирма «Мелодия» выпустила два его альбома и сингл.
В 1995 г. королева Елизавета II предоставила Ричарду право именоваться сэром. В декабре 1999 года Ричард выпустил очередную рождественскую запись («Millennium Prayer»), рассчитывая, что она возглавит национальные чарты продаж к началу нового тысячелетия. Развёрнутая в средствах массовой информации кампания достигла своей цели, хотя многие радиостанции и музыкальные каналы объявили ветерану поп-музыки бойкот: соединение многовековой народной мелодии Auld Lang Syne со словами молитвы «Отче наш» было воспринято одними критиками как религиозная пропаганда, другими — как вопиющий образчик музыкального китча.

## 2000-е годы
В 2002 году по результатам опроса, проведённого BBC, вошёл в число 100 величайших британцев. На конкурсе Congratulations, посвящённом 50-летнему юбилею конкурса песни Евровидение, прошедшем в 2005 году, одноимённая песня Ричарда, давшая название всему проводимому мероприятию, заняла восьмое место среди лучших хитов Евровидения за всю его историю.
С 1993 года Клифф Ричард владеет виноградниками на юге Португалии, он — винодел, выпускает своё вино.
Относительно сексуальной ориентации Клиффа Ричарда никогда не утихали толки; сам певец всегда заявлял, что он убеждённый холостяк, но не более того.
С 2001 года Клифф Ричард делит жилище с бывшим священником, Джоном Макэлинном, которого в книге воспоминаний называет «даром небес» и «компаньоном».